# آني باترسون
آني باترسون (بالإنجليزية: Annie Patterson)‏ هي ملحنة أيرلندية، ولدت في 27 أكتوبر 1868 في لورغان ‏ في المملكة المتحدة، وتوفيت في 16 يناير 1934 في كورك في جمهورية أيرلندا.

## وصلات خارجية
- آني باترسون على موقع ميوزك برينز (الإنجليزية)